# Ballaiosz

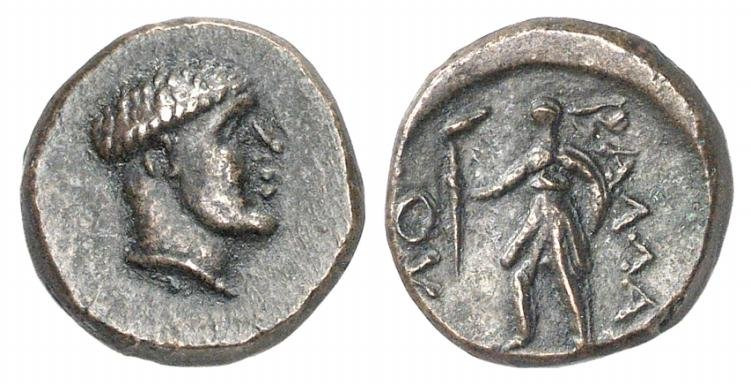
Ballaiosz bronzérméjének elő- és hátlapja

Ballaiosz (ógörög Βαλλαῖος; latin Ballaeus) az i. e. 2. század közepén élt regionális illír dinaszta volt, aki főként az általa veretett ezüst- és bronzérmékről ismert a régészeti irodalomban.
Az írott történeti források nem említik Ballaioszt, neve csupán az Illír Királyság i. e. 168. évi római meghódítása után tűnt fel az egykori királyság északi részein forgalomban lévő érméken. Az illíriai régészeti ásatásokon felbukkant, Ballaioszhoz fűződő éremkincs mennyisége jóval meghaladja az i. e. 168-ban elűzött utolsó illír király, Genthiosz pénzeiét. A nagy számban főként Rhizón környékén és Pharosz szigetén előkerült 16 milliméteres átmérőjű, többnyire bronz-, ritkábban ezüstpénzek előlapján egy férfiportré, hátlapján a jobb kezében fáklyát tartó Artemisz alakja látható. A pharoszi érmék hátlapján csupán a ΒΑΛΛΑΙ|ΟΥ (BALLAI|OU, ’Ballaioszé’) feliratot tüntették fel, de a Rhizón vidékéről előkerült példányokon már a királyi címre való utalás is olvasható.